# Phyllopidea hirta
Phyllopidea hirta är en insektsart som först beskrevs av Van Duzee 1916.  Phyllopidea hirta ingår i släktet Phyllopidea och familjen ängsskinnbaggar. Inga underarter finns listade i Catalogue of Life.